# Lijst van Carphodactylidae
Onderstaand een lijst van alle soorten Carphodactylidae. Er zijn 32 soorten in 7 geslachten, drie geslachten zijn monotypisch en worden slechts vertegenwoordigd door een enkele soort. De lijst is gebaseerd op de Reptile Database. 
- Soort Carphodactylus laevis
- Soort Nephrurus amyae
- Soort Nephrurus asper
- Soort Nephrurus cinctus
- Soort Nephrurus deleani
- Soort Nephrurus laevissimus
- Soort Nephrurus levis
- Soort Nephrurus sheai
- Soort Nephrurus stellatus
- Soort Nephrurus vertebralis
- Soort Nephrurus wheeleri
- Soort Orraya occultus
- Soort Phyllurus amnicola
- Soort Phyllurus caudiannulatus
- Soort Phyllurus championae
- Soort Phyllurus gulbaru
- Soort Phyllurus isis
- Soort Phyllurus kabikabi
- Soort Phyllurus nepthys
- Soort Phyllurus ossa
- Soort Phyllurus pinnaclensis
- Soort Phyllurus platurus
- Soort Saltuarius cornutus
- Soort Saltuarius eximius
- Soort Saltuarius kateae
- Soort Saltuarius moritzi
- Soort Saltuarius salebrosus
- Soort Saltuarius swaini
- Soort Saltuarius wyberba
- Soort Underwoodisaurus milii
- Soort Underwoodisaurus seorsus
- Soort Uvidicolus sphyrurus